# Mimosa macrocalyx
Mimosa macrocalyx är en ärtväxtart som beskrevs av Marc Micheli. Mimosa macrocalyx ingår i släktet mimosor, och familjen ärtväxter.

## Underarter
Arten delas in i följande underarter:
- M. m. macrocalyx
- M. m. pectinata